# 萨尔曼·阿克巴尔
萨尔曼·阿克巴尔（Salman Akbar，1982年1月3日—），巴基斯坦男子曲棍球運動員，亦為巴基斯坦国家男子曲棍球队成員。

## 簡歷
2010年11月，萨尔曼·阿克巴尔代表巴基斯坦出戰廣州亞運會，參加曲棍球比賽，奪得金牌。